# Toliny
Toliny (od stgr. θόλος, tholos, ‘muł’) – klasa organicznych kopolimerów powstałych w sposób abiogeniczny. Tworzą się z prostych związków organicznych, takich jak metan i etan, poddanych działaniu promieniowania ultrafioletowego. Toliny nie powstają współcześnie w warunkach naturalnych na Ziemi, ale są szeroko rozpowszechnione na powierzchniach ciał lodowych w zewnętrznym Układzie Słonecznym. Zwykle mają one kolor czerwonawo-brązowy.

## Powstawanie

Reakcje fotochemiczne w atmosferze Tytana, tworzące toliny

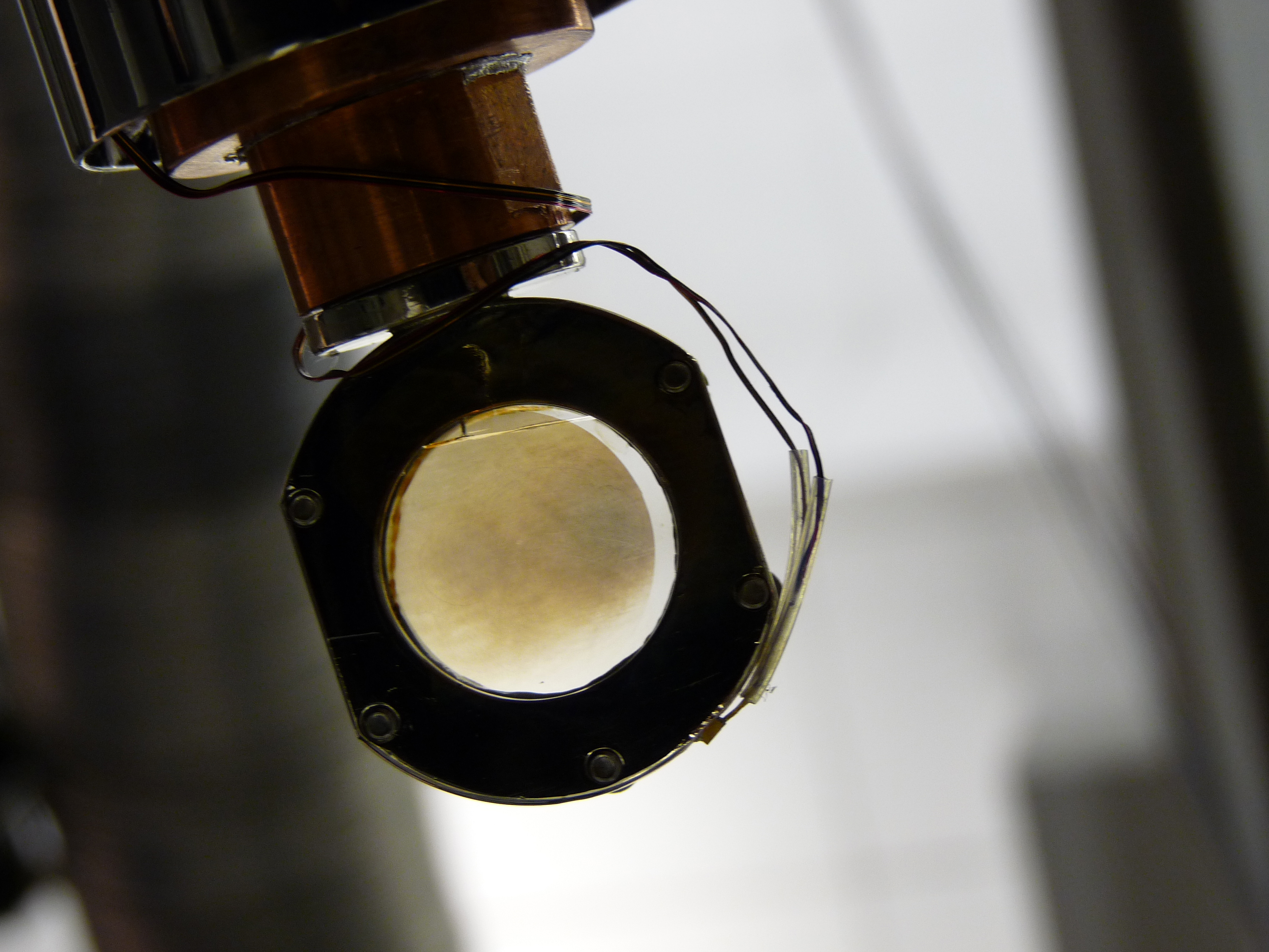
Próbka laboratoryjna analogu aerozoli z atmosfery Tytana

Termin „tolin” stworzyli astronom Carl Sagan i kosmochemik Bishun Khare dla opisu trudnych do scharakteryzowania substancji uzyskanych w eksperymentach typu Millera-Ureya w mieszance gazów odpowiadającej składem atmosferze Tytana. Nie jest to jeden konkretny związek, ale całe spektrum cząsteczek organicznych, które nadają czerwonawą barwę powierzchniom niektórych ciał planetarnych.
Uważa się, że toliny tworzą się poprzez łańcuch reakcji chemicznych. Rozpoczyna go fotodysocjacja i jonizacja cząsteczkowego azotu i metanu przez wysokoenergetyczne cząstki i promieniowanie elektromagnetyczne. Następnie tworzy się etan, etylen, acetylen, cyjanowodór i inne proste cząsteczki i jony dodatnie. Dalsze reakcje tworzą benzen i inne bardziej złożone cząsteczki organiczne, a ich polimeryzacja prowadzi do tworzenia się aerozolu złożonego z cząsteczek o większych masach, które następnie ulegają koagulacji i osadzają się na powierzchni planetarnej poniżej. Toliny utworzone przy niskim ciśnieniu zwykle zawierają atomy azotu we wnętrzu cząsteczek, podczas gdy w przypadku tolin powstających pod wysokim ciśnieniem jest bardziej prawdopodobne, że atomy azotu znajdą się na pozycjach końcowych.
Te substancje pochodzenia atmosferycznego różnią się od „lodowych tolin”, substancji powstających na powierzchniach ciał lodowych w wyniku napromieniowania lodu zawierającego kompleksy klatratowe, takie jak hydraty metanu i etanu.

## Występowanie
Powierzchnie komet, niektórych centaurów, wielu księżyców lodowych i obiektów transneptunowych w zewnętrznym Układzie Słonecznym mają widmo odpowiadające występowaniu tolin. „Toliny trytonowe” i „toliny tytanowe” to bogate w azot substancje organiczne wytwarzane przez napromieniowanie gazowej mieszaniny azotu i metanu w atmosferach tych księżyców. Atmosfera Trytona składa się z azotu z niewielką domieszką metanu i tlenku węgla, podobnie atmosfera Tytana zawiera ponad 90% azotu, a drugim co do rozpowszechnienia związkiem jest metan. Uważa się, że pomarańczowe mgły w atmosferze Tytana zawdzięczają kolor obecności tolin. Pola wydm w pobliżu równika Tytana są prawdopodobnie złożone ze stałej materii organicznej podobnego rodzaju. Także powierzchnia Plutona ma czerwonawą barwę, którą zawdzięcza tworzeniu się tolin z mgły w atmosferze tej planety karłowatej. Również inne obiekty transneptunowe, jak plutonek (28978) Iksjon mogą zawierać te substancje na powierzchni.
Widmo podobne do tego, jakie wykazują toliny, wykryto również w dysku wokół młodej gwiazdy HR 4796A o wieku ośmiu milionów lat, za pomocą urządzenia NICMOS (ang. Near Infrared Camera and Multi-Object Spectrometer) na pokładzie Kosmicznego Teleskopu Hubble’a. System HR 4796 jest odległy o około 220 lat świetlnych od Ziemi.
Niektórzy naukowcy spekulują, że w początkach istnienia Ziemi komety zawierające toliny mogły dostarczyć materię organiczną, która była niezbędna dla powstania życia. Mogły tworzyć się także w wyniku wyładowań atmosferycznych. W eksperymentach laboratoryjnych wykazano, że mogą z nich powstawać m.in. aminokwasy, budulec białek i zasady azotowe nukleotydów. Toliny nie występują naturalnie na współczesnej Ziemi ze względu na znaczną zawartość wolnego tlenu. Atmosfera ziemska ma właściwości utleniające od czasu wielkiego zdarzenia oksydacyjnego około 2,4 miliarda lat temu.

## Znaczenie biologiczne
Toliny w atmosferze mogą skutecznie chronić powierzchnię ciała planetarnego przed promieniowaniem ultrafioletowym. Mogło to mieć znaczenie dla rozwoju organizmów żywych na Ziemi, przed wytworzeniem się warstwy ozonowej.
Wiele bakterii żyjących w glebie jest w stanie wykorzystywać toliny jako wyłączne źródło węgla. Uważa się, że toliny mogły być pierwszym pożywieniem mikroorganizmów heterotroficznych, zanim w wyniku ewolucji wykształcił się autotrofizm.